# Ubaid
Ubaid-kulturen er en udbredt benævnelse på perioden fra omkring 6.500 f.Kr. til 3.800 f.Kr i Mellemøsten, ikke mindst Mesopotamien. Her betegner Ubaid-perioden en kultur med udviklet jordbrug, skrivekunst og brug af hest og hjul, men uden store, centraliserede imperiestater ud over forstørrede bystater. Perioden oplevede flere konkurrerende bycentre, som blev afløst af den første stat, som fra 3.500 f.Kr. rådede over hele slettelandet, Uruk.
Omkring år 4.000 f.Kr blev der gjort to opfindelser, som ændrede regionens og verdens historie dramatisk. Skrivekunsten opstod i de mindre bystater i det nordlige Mesopotamien, mens kunsten at udvinde hærdet kobber og senere bronze opstod i bjergregionerne i randzonen, hvor sådanne metaller var tilgængelige.
Også den civile og militære brug af heste blev introduceret fra Centralasien via randzonerne. Antagelig blev også vildæsler taget i brug sammen med okser for at trække plove og vogne med hjul.
Ubaid-perioden (ca. 6.500-3.800 f.Kr.) er en forhistorisk periode i Mesopotamien. Navnet stammer fra Tell al-`Ubaid hvor den tidligste store udgravning af Ubaid-periodisk materiale oprindeligt blev udført af Henry Hall og senere af Leonard Woolley.
I det sydlige Mesopotamien er perioden den tidligst kendte periode på den alluviale slette, selv om det er sandsynligt, at tidligere perioder findes skjult under aflejringerne. I syd det har den meget lang varighed mellem ca. 6.500 og 3.800 f.Kr., hvorefter den erstattes af Uruk-perioden. 
I det nordlige Mesopotamien varer perioden kun fra ca. 5.300 til 4.300 f.Kr. Den afløser Halaf-perioden og en overgangsperiode med Halaf-Ubaid og efterfølges af den sene kalkolitiske periode.

## Datering, omfang og underinddeling
Ubaid-kulturen er opdelt i tre hovedfaser:
- Ubaid 0, også kaldet Oueili, (6.500-5.400 f.Kr.) en tidlig Ubaid fase først udgravet ved Tell el-'Oueili.
- Ubaid 1, også kaldet Eridu[5] (5.400-4.700 f.Kr.), en fase begrænset til det yderste sydlige Irak, på det, der dengang var bredden af Den Persiske Golf. Denne fase, der viser klar forbindelse til Samarra-kulturen mod nord, så etableringen af den første permanente bosættelse syd for 5 tommers nedbørsisohyeten. Disse mennesker var banebrydende med dyrkning af korn i de ekstreme forhold med tørke, takket være det høje grundvandsspejl i det sydlige Irak.[6]
- Ubaid 2 - (4.800-4.500 f.Kr.)[5], efter type-lokaliteten af samme navn, så udviklingen af et omfattende kanal-netværk ved store bosættelser. Kunstvandingslandbrug, som synes at være udviklet først ved Choga Mami (4.700-4.600 f.Kr.) og hurtigt spredt andre steder, danner det første eksempel på et landbrug, der krævede kollektiv indsats og en centraliseret koordinering af arbejdskraften i Mesopotamien.[7]
- Ubaid 3/4, også kaldet Ubaid I og Ubaid II[8] - I perioden 4.500-4.000 f.Kr. indtraf en periode med intens og hurtig urbanisering, hvor Ubaid-kultur spredes ind i det nordlige Mesopotamien og blev adopteret af Halaf-kulturen.[9][10] Ubaid genstande spredtes også langs den arabiske kystzone, der viser væksten i et handelssystem, der strakte sig fra Middelhavskysten gennem området til Oman.[11][12]

Spredende sig fra Eridu udvidedes Ubaid-kulturens område fra det mellemste Tigris og Eufrat til bredden af Den Persiske Golf, og derefter spredtes den ned forbi Bahrain til kobberkilderne i Oman. De arkæologiske undersøgelser viser, at arabiske Bifacial/Ubaid-perioden fik en brat ende i det østlige Arabien og Oman-halvøen ved 3.800 f.Kr., lige efter fase hvor søen sænkning og en begyndende klitdannelse. På dette tidspunkt førte øget tørhed til en afslutning på halv-ørken nomadisme, og der er ingen tegn på menneskelig tilstedeværelse i området i cirka tusind år det såkaldte "forsvundne årtusinde" ("Dark Millennium"). Det kan skyldes, at en begivenhed i slutningen af Ældre Peron.

## Beskrivelse
Ubaid-kulturen er præget af store ubefæstede landsbybosættelser, karakteriserede ved rektangulære mudder-mursten huse med flere rum og fremkomsten af de første templer i den offentlige arkitektur i Mesopotamien, med en vækst på et todelt hierarki af centraliserede store bebyggelser på mere end 10 hektar omgivet af mindre landsby-bebyggelser på mindre end 1 ha. Indenlandsk udstyr består af en karakteristisk fin kvalitet gulbrun eller grønlig farvet keramik dekoreret med geometriske mønstre i brun eller sort maling; værktøjer såsom segl blev ofte lavet af hårdt brændt ler i syd, men i nord blev sten og til tider metal anvendt. Landsbyer indeholdt således specialiserede håndværkere: keramikere, vævere og metalarbejdere, selvom størstedelen af befolkningen var landarbejdere, landmænd og sæsonbetonede kvægavlere.
Det var under Ubaid-perioden [5000 B.C.- 4000 f.Kr.] at forandringen mod urbanisering begyndte. "Landbrug og dyrehold (tæmning) blev udbredt i fastboende samfund". Der var også stammer, der praktiseres tæmning dyr så langt nordpå som i Tyrkiet og så langt sydpå som i Zagrosbjergene. Ubaid-perioden i syd var forbundet med intensivt hydraulisk kunstvandings-landbrug, og brugen af ploven, begge indført fra nord, eventuelt gennem de tidligere Choga Mami-, Hadji Muhammed- og Samara-kulturer.

## Samfund
Ubaid-perioden som helhed var, baseret på en analyse af gravgaver, præget af en stadig mere polariseret social lagdeling og faldende egalitarisme. Bogucki beskriver dette som en fase af "trans-egalitære" konkurrencedygtige husstande, hvor nogle falder bagefter som følge af nedadgående social mobilitet. Morton Fried og Elman service har antaget, at Ubaid-kulturen oplevede fremkomsten af en eliteklasse af arvelige høvdinge, måske overhoveder for grupper forbundet på en eller anden måde til administrationen af tempelhelligdomme og deres kornmagasiner, der var ansvarlige for at forlige gruppeinterne konflikter og opretholde social orden. Det synes som om, at forskellige kollektive metoder, måske forekomster af det, Thorkild Jacobsen kaldte primitive demokrati, hvor tvister tidligere blev løst gennem et råd af ens jævnaldrende, ikke længere var tilstrækkelige til brug for lokalsamfundet.
Ubaid-kulturen opstod i syd, men havde stadig klare forbindelser til tidligere kulturer i det mellemste Irak. Fremkomsten af Ubaid-folket er undertiden blevet knyttet til det såkaldte sumerisk problem, relateret til oprindelsen af sumerisk civilisation. Uanset etnisk oprindelse i denne gruppe så denne kultur for første gang en klar tredelt social adskillelse mellem intensivt landbrug med afgrøder og dyr, der kom fra nord, telt-boende nomadiske kvægavlere afhængige af deres kvægbesætninger, og folk der lever af jagt og fiskeri i den arabiske kystzone, der bor i sivhytter.
Stein og Özbal beskriver det mellemøstlige samfundsfællesskab, der var afledt fra Ubaid-ekspansionen som en kontrast til den koloniale ekspansion i den senere Uruk-periode. "En kontekstuel analyse, der sammenligner forskellige regioner, viser, at Ubaid-ekspansionen fandt sted hovedsagelig gennem den fredelige spredning af en ideologi, der fører til dannelsen af en lang række nye indfødte identiteter, tilegnende og omdannende overfladiske elementer af Ubaid-materiel kultur i lokalt adskilte udtryk".
Det tidligste bevis for sejlads er blevet fundet i Kuwait og indikerer, at sejlads var kendt i Ubaid 3 perioden.